# Martinci (Chorwacja)
Martinci – wieś w Chorwacji, w żupanii istryjskiej, w mieście Buzet. W 2011 roku liczyła 20 mieszkańców.